# Callum Shinkwin
Callum Shinkwin (1993) is een golfer uit Hertfordshire, Engeland.

## Amateur
Hij won de Hampshire Salver en won daarna het Engels Amateur door Fitzgerald in de finale te verslaan. Daarna mocht hij ook in de Walker Cup spelen. Eind 2013 ging hij naar de Tourschool en kwalificeerde zich als beste amateur voor de Europese Challenge Tour. In 2016 promoveerde hij naar de European Tour en kreeg zodoende zijn Tourkaart.

### Gewonnen
Onder meer:
- 2013: South American Amateur, Hampshire Salver, Engels Amateur

## Professional
Shinkwin speelt in 2014 op de Challenge Tour. Hij stond in augustus al in de top-40 en mocht dus meedoen aan de Rolex Trophy in Genève.

## Links
- profil Europese Tour